# Shigeru Ōyama
Wielki Mistrz Shigeru Ōyama (jap. 大山茂 Ōyama Shigeru) (ur. 7 lipca 1935 w Tokio, zm. 15 lutego 2016 w Nowym Jorku) – twórca stylu Oyama Karate. 
Po wielu latach ćwiczeń kyokushin karate odszedł i założył własną szkołę. Posiadał 10 DAN w Oyama karate i 8 DAN w Kyokushinkai. Był uczniem Masutatsu Ōyamy, który był ochroniarzem jego ojca.

## Historia
Po kilkudziesięciu latach praktyki i studiów nad dalekowschodnimi systemami walki stworzył neoklasyczną dyscyplinę, opartą z jednej strony na japońskiej tradycji karate, z drugiej strony na najbardziej skutecznych i sprawdzonych formach walki. Shigeru Oyama to jeden z największych mistrzów w historii kontaktowego karate w świecie. W ciągu swojej przeszło 70-letniej kariery zasłynął m.in.: zwycięskimi pełnokontaktowymi walkami ze 100 kolejnymi czarnymi pasami (test 100 kumite), łamania kantem dłoni stosów bloków lodowych, a także demonstracjami zbijania gołymi rękami klingi ostrego miecza samurajskiego w chwili zadawanego cięcia. Soshu Oyama szkolił wielu aktualnych liderów międzynarodowych organizacji karate oraz zdobywców mistrzostw świata i kontynentów.
Jak podkreśla Hanshi Jan Dyduch: "Shigeru Oyama był przede wszystkim wspaniałym mistrzem i nauczycielem. Skromnym, pracowitym, cierpliwym i wyrozumiałym człowiekiem. Umiał nie tylko oceniać, ale także uważnie słuchać." Jak sam twierdził, bardzo dużo uczył się od swoich uczniów i współpracowników. Nie szukał władzy ani taniej popularności. Raczej stronił od polityki, ale w najważniejszych sprawach dla kontaktowego karate w świecie, jego opinia – jako najwybitniejszego ucznia zmarłego Masutatsu Oyamy – miała ogromne znaczenie. Był autorem wielu filmów szkoleniowych oraz książek, m.in. znakomitej pozycji „
Perfect Kata”e".

## Oyama Karate
Styl Oyama jest rozwijany pod kątem sztuki i samoobrony oraz wielokonkurencyjnej dyscypliny sportowej. Shigeru Oyama odrzucił doktrynę walki zaczerpniętą z Gōjū-ryū i Kyokushin, wprowadzając szybkie przemieszczanie się, wyprzedzanie ataku przeciwnika i zejścia z linii ciosu wraz z równoczesnym kontratakiem. Takiej filozofii walki podporządkował cały system szkolenia. Zmienił niektóre bloki, uderzenia oraz formy, rozwinął pracę nóg i położył duży nacisk na rotacyjną pracę ciała.
W stylu Oyama obowiązuje autorski system szkolenia dzieci, dostosowany do ich możliwości psychicznych i fizycznych oraz oryginalny model szkolenia młodzieży i dorosłych. Stawia on w pierwszym rzędzie na praktyczne korzyści wynikające z uprawiania karate - dobre zdrowie, poczucie bezpieczeństwa oraz systematyczne kształtowanie charakteru ćwiczącego.